# Guayaquil (zaljev)
Guayaquil je je velik zaljev Tihog oceana u zapadnoj Južnoj Americi. Njegova sjeverna granica je grad Santa Elena u Ekvadoru, a južna granica je Cabo Blanco u Peruu.
Zaljev je dobio ime po gradu Guayaquilu. Rijeke Ekvadora i Perua ulijevaju se u zaljev Guayaquil, a najznačanije su Guayas, Jubones, Zarumilla i Tumbes.
Ispod zaljeva nalazi se niz geoloških rasjeda. Razni od ovih rasjeda nastavljaju se preko kopna Ekvadora. Glavni rasjedi zaljeva su orijentirani SNE-SSW i mješovitog su tipa povlačenja i reverza s desnim kretanjem. Ovi rasjedi mogu izazvati opasne potrese.

## Vanjske poveznice
|  | Zajednički poslužitelj ima još gradiva o temi Guayaquil (zaljev) |